# ليندا شتاين
ليندا شتاين (بالإنجليزية: Linda Stein)‏ هي رسامة أمريكية، ولدت في 13 سبتمبر 1943 في ذا برونكس في الولايات المتحدة.